# L'homme en noir
Cet article concerne le personnage de Lost. Pour l'animateur ayant ce surnom, voir Thierry Ardisson.
L'homme en noir est un personnage fictif de la série télévisée Lost : Les Disparus. 
Il apparait d'abord comme un nuage de fumée noire (« le monstre de fumée ») jusqu'au dernier épisode de la saison 5, où il prend l'apparence d'un homme d'âge mûr vêtu de noir. Dans la saison 6, il apparait principalement sous la forme de John Locke. 
Selon Jacob, le but principal de l'homme en noir, s'évader de l'île, serait la cause de la propagation du mal. Plusieurs autres personnages ont laissé entendre que sa fuite serait catastrophique et pourrait même entraîner la destruction de la réalité. La vraie nature de l'homme en noir a longtemps été entourée de mystères. Il a été décrit par le producteur Damon Lindelof comme « l'un des plus grands secrets » de la mythologie, et les producteurs ont souvent laissé entendre que le nuage de fumée noire n'est pas un monstre au sens traditionnel,.

## Biographie fictive

### Enfance et transformation
L'homme en noir est le frère jumeau de Jacob. Leur mère, Claudia, a fait naufrage sur l'île et a rencontré une femme qui l'a aidé à accoucher. Après avoir mis au monde son premier fils, Claudia décide de l'appeler Jacob mais après avoir mis au monde son second fils, la femme de l'île la tue. Jacob est ensuite emmailloté dans un tissu blanc, et son jumeau dans un tissu noir.
À l'âge de treize ans, les jumeaux sont toujours vêtus de leurs vêtements blanc et noir. La femme leur demande de se méfier de l'humanité, corrompue et dangereuse. Elle prend également note de leurs différentes personnalités, en disant que Jacob ne sait pas mentir, contrairement à son frère. Elle insiste sur le fait qu'elle n'en aime pas un plus que l'autre, mais différemment. Un jour, le frère de Jacob montre à Jacob un jeu qu'il a trouvé qui ressemble à Senet, mais il utilise des pierres noires et blanches pour représenter deux joueurs adverses. Lorsque les jumeaux découvrent d'autres personnes sur l'île (à savoir les autres survivants du naufrage de Claudia), ils en informent leur mère adoptive, qui les amène à une mystérieuse caverne remplie de lumière avec un ruisseau qui coule en elle. Elle leur dit que c'est le cœur de l'île et qu'un jour ils en seront les gardiens. Elle déclare également qu'elle a fait en sorte qu'ils ne pourraient jamais se blesser mutuellement. Peu de temps après, l'esprit de Claudia apparaît au frère de Jacob et lui raconte la vérité sur sa naissance, l'existence du monde extérieur, et qui sont les autres personnes sur l'île. Après une confrontation avec sa mère adoptive, il rejoint l'équipage.
Jacob rend visite à son frère au cours des trente années suivantes, période pendant laquelle l'homme en noir vient à croire que sa mère avait raison en disant que l'humanité est corrompue, mais il fait également référence à elle comme étant aliénée. Malgré cela, il reste avec l'équipage, car il a trouvé un moyen de quitter l'île en utilisant les propriétés électromagnétiques de l'île. Lorsque sa mère apprend cela, elle rend visite à l'homme en noir à l'endroit même où il a décidé d'installer une roue afin d'utiliser l'énergie nécessaire pour quitter l'île. Elle l'assomme, massacre apparemment les gens du camp et détruit le puits qu'avait creusé l'homme en noir. Furieux, l'homme en noir la tue avec un poignard. Jacob, en guise de représailles contre son frère, le pousse dans le tunnel de lumière. L'esprit de l'homme en noir apparaît alors en tant que monstre de fumée. Jacob place les cadavres de son frère et de sa mère adoptive dans une grotte, avec une pochette contenant les pierres noires et blanches qu'ils utilisaient dans leur jeu lorsqu'ils étaient enfants. Les cadavres et les pierres sont finalement trouvés par Jack Shephard et Kate Austen, que John Locke appellera « Adam et Ève ».

### Naufrage duRocher Noir
Lorsque le Rocher Noir approche de l'île, l'homme en noir accuse Jacob de l'avoir amené. Il exprime alors sa désapprobation d'amener des gens sur l'île car ils apportent corruption et destruction. L'homme en noir dit enfin à Jacob qu'il voudrait le tuer, et qu'il trouvera un moyen de le faire.
Après le naufrage du Rocher Noir, l'homme en noir apparaît sous sa forme de monstre de fumée et tue tous les rescapés excepté Richard Alpert. Il revient plus tard sous la forme d'Isabella, la femme de Richard décédée, et lui fait croire qu'elle vient d'être capturée par le monstre de fumée. Lorsqu'il retourne voir Richard avec son propre corps, il libère Richard de ses chaînes. Il lui dit qu'il est en enfer et que le diable a pris sa femme. Pour la récupérer, il doit tuer le diable, Jacob, qui vit sous la statue de Taouret. Cependant, lorsque Richard tente de tuer Jacob, ce dernier parvient à le convaincre qu'il n'est pas mort et lui propose de se joindre à lui. L'homme en noir estime que les gens sont foncièrement corrompus, contrairement à Jacob qui croit qu'ils sont bons. Jacob amène les gens sur l'île afin qu'ils puissent prouver à l'homme en noir qu'il a tort. Après que Jacob a accordé l'immortalité à Richard, ce dernier devient un intermédiaire entre lui et ceux que Jacob amène sur l'île. L'homme en noir dit alors à Richard que s'il change d'avis, son offre de retrouver sa femme est toujours valable, et lui donne le collier de sa femme avant de disparaître. Peu de temps après, Jacob dit à l'homme en noir que tant qu'il sera vivant ou qu'il aura un remplaçant, l'homme en noir ne pourra jamais quitter l'île.

### Projet Dharma
Le Projet Dharma, lors de son installation sur l'île, a construit une clôture à ultrasons ayant la capacité de repousser le monstre de fumée. Pierre Chang annonce dans une vidéo qu'ils ont construit cette clôture pour se « protéger de la faune abondante et diversifiée de l'île ».
Lors de la quatrième saison, Benjamin Linus révèle l'existence d'une ancienne pièce située sous sa maison, aux baraquements, depuis laquelle il peut convoquer le monstre de fumée.

### Naufrage duBésixdouze
En 1988, l'homme en noir, sous sa forme de monstre de fumée, attaque l'équipage de Danielle Rousseau alors qu'il se rendait à la tour radio. Après avoir tué Nadine, l'homme en noir traîne Montand sous le mur du temple, dans un trou menant à un passage souterrain. Au début de la sixième saison, lorsque les rescapés du vol 815 emmènent Sayid, grièvement blessé, au temple, ils découvrent le cadavre de Montand.
Le reste de l'équipage (Robert, Lacombe et Brennan) a été tué par Danielle, car « infecté » par le monstre lors de la recherche de Montand sous le mur du temple.

### Crash du vol Oceanic 815
Juste après le crash du vol Oceanic 815, l'homme en noir prend l'apparence de Christian Shephard et charge le chien Vincent d'aller chercher Jack. L'homme en noir apparaît brièvement à Jack en tant que Christian à quelques reprises. Sous forme de fumée noire, il s'attaque au pilote dans le cockpit de l'avion et laisse son corps mutilé dans un arbre. Trois jours plus tard, l'homme en noir, en tant que monstre de fumée, rencontre John Locke dans la jungle mais il le laisse sain et sauf. Plus tard, l'homme en noir attaque à nouveau les survivants sous sa forme de monstre et il tente d'emmener Locke dans un trou, mais est arrêté par Jack et Kate qui lui jettent de la dynamite.
L'homme en noir confronte ensuite M. Eko sous son apparence de monstre en lui montrant des images de son passé et le laisse en vie. Dans un second temps, l'homme en noir prend l'apparence de Yemi et demande à M. Eko de se repentir de ses péchés. Lorsque Eko refuse, l'homme en noir disparaît pour revenir sous sa forme de monstre. Il tue alors Eko en le balançant à plusieurs reprises contre des arbres et le sol. L'homme en noir apparaît également à Juliet et Kate en tant que monstre et produit une série de flashes lumineux. L'homme en noir réapparaît plus tard, et il est révélé qu'il ne peut pas traverser la clôture à ultrasons des « Autres ».
Plus tard, Benjamin Linus, furieux par la mort de sa fille adoptive Alex, se précipite dans une pièce cachée sous son domicile aux baraquements, dont la porte en pierre est couverte de hiéroglyphes, et draine un petit bassin permettant d'appeler le monstre de fumée. L'homme arrive alors sous sa forme de monstre et attaque les mercenaires envoyés par Charles Widmore.
Lorsque certains des survivants se préparent à quitter l'île, l'homme en noir garde Claire avec lui sous la forme de son père Christian Shephard, et il lui dit que les « Autres » ont pris son fils Aaron. Quand Locke entre dans la cabane que Horace Goodspeed avait construit dans les années 1970, l'homme en noir, avec l'apparence de Christian Shephard, prétend parler au nom de Jacob en disant à Locke qu'il doit déplacer l'île.
Lors d'un saut dans le temps, Locke pénètre dans une chambre souterraine avec une roue gelée, et l'homme en noir en tant que Christian dit à John de tourner la roue pour déplacer l'île.

### Arrivée du vol Ajira 316
Après le crash du vol Ajira 316, l'homme en noir prend l'apparence de John Locke (qui était dans un cercueil dans la soute auparavant).
Plus tard, au temple, l'homme en noir prend l'apparence d'Alex face à Ben et lui reproche d'être responsable de sa mort. Il lui demande ensuite de faire tout ce que lui dira Locke. Accompagné de Ben et Sun, sous l’apparence de Locke, il se rend ensuite sur un des camps des « Autres ». Il demande à Richard de trouver Locke qui voyage dans le temps et de lui dire qu'il devra mourir pour ramener ses amis sur l'île. Il demande ensuite à Richard d'emmener tout le monde, les « Autres » inclus, voir Jacob et Richard accepte à contrecœur. Le lendemain, il demande à Ben de tuer Jacob. Après les sacrifices qu'il a fait pour l’île et Jacob l'ayant toujours ignoré, Ben accepte de poignarder Jacob et l'homme en noir pousse son corps dans le feu.
Les protecteurs de Jacob entrent ensuite dans la statue où vivait Jacob pour tenter de tuer l'homme en noir mais il se transforme en monstre et les tue. L'homme en noir révèle à Ben que son intention est de quitter l'île. Après être sorti de la statue, l'homme en noir assomme Richard et le transporte dans la jungle. L'homme en noir donne à Richard une deuxième chance de se joindre à lui mais il refuse. L'homme en noir retrouve ensuite Sawyer aux baraquements. Ce dernier accepte de le suivre, bien qu'il sache qu'il n'est pas le vrai John Locke. L'homme en noir l’emmène dans une grotte où figurent les noms des rescapés avec des numéros inscrits à côté. Il lui révèle qu'il s'agit des candidats pour remplacer Jacob. Il demande enfin à Sawyer de se joindre à lui pour tenter de quitter l'île, ce qu'il accepte. L'homme en noir recrute également Sayid et le charge d'avertir les « Autres », réfugiés dans le temple, que ceux qui ne s’allieront pas à lui d'ici le coucher du soleil seront tués. L'homme en noir exécute son plan puis il est rejoint par Claire et Kate. Plus tard, après que Sayid a ramené Desmond de l'île de l’Hydre, l'homme en noir le séquestre dans un puits.  Il charge ensuite Sawyer de prendre le voilier de Desmond mais celui-ci vole le bateau avec d'autres survivants. Jack saute cependant du bateau car il ne pense pas qu'ils devraient quitter l'île et retourne aux côtés de l'homme en noir quand ils sont bombardés par des obus d'artillerie de Widmore. L'homme en noir se rend ensuite sur l'île de l'Hydre avec Sayid et délivre les rescapés emprisonnés dans les cages à ours par les hommes de Widmore. L'homme en noir récupère ensuite le C4 du vol Ajira 316, l'attache à une minuterie et l'insère dans le sac à dos de Jack. Ainsi, lorsque les rescapés le trahissent à nouveau en prenant le sous-marin de Widmore pour quitter l'île sans lui, le sous-marin explose, entrainant la mort de Sayid, Jin et Sun.
Plus tard, l'homme en noir arrive aux baraquements et apprend que Desmond n'est pas affecté par l'électromagnétisme. Après que Ben a tué Widmore, l'homme en noir lui révèle son plan d'utiliser Desmond pour détruire l'île. L'homme en noir retrouve Desmond ainsi que le groupe de Jack sur le chemin du « cœur de l'île ». Après que Desmond a retiré le bouchon du centre du « cœur de l'île », l'île commence à s'effondrer. Le bouchon ayant été retiré, l'homme en noir est à nouveau mortel. Ainsi, lors d'une lutte intense avec Jack durant laquelle il le poignarde, Kate lui tire une balle dans le dos et il meurt. Jack jette son corps de la falaise.

## Développement
La première apparition de l'homme en noir en tant que monstre de fumée a été le premier rebondissement de Lost et a changé la façon dont les spectateurs et les personnages ont perçu l'île. Dans l'épisode pilote, Rose a commenté : « Je continue à penser qu'il avait quelque chose de familier ». Les producteurs ont eu des difficultés à trouver le son que le monstre ferait, et ont finalement opté pour le son de l'imprimante de reçus d'un taxi de New York, ce qui explique pourquoi Rose, qui vient du Bronx, le trouvait familier.
Avant la révélation de l'identité du monstre de fumée, une théorie a suggéré que le monstre était un nuage de nanorobots,.
Le 21 mars 2008, dans un podcast, Damon Lindelof a déclaré que les manifestations du monstre incluent Yemi et l'araignée qui piqua Nikki et Paulo.